# Fußball-Weltmeisterschaft 2022/Mexiko
Die mexikanische Fußballnationalmannschaft nahm bei der Fußball-Weltmeisterschaft 2022 zum 17. Mal an einer Endrunde teil und ist das CONCACAF-Mitglied, das sich am häufigsten für eine WM-Endrunde qualifizieren konnte, aber auch die Mannschaft, die am häufigsten ohne Weltmeister zu werden teilnahm. Mit einem Sieg, einem Remis und einer Niederlage schieden die Mexikaner als Gruppendritte wegen der schlechteren Tordifferenz nach der Gruppenphase aus.

## Qualifikation
Die Mannschaft qualifizierte sich über die Qualifikationsspiele der CONCACAF für die Weltmeisterschaft in Katar.

### Spiele
Als eine der fünf besten Mannschaften der CONCACAF musste Mexiko erst in der dritten Runde in die Qualifikation einsteigen und traf dort auf Costa Rica, El Salvador, Honduras, Kanada, Jamaika, Panama sowie die USA. Mexiko startete als einzige Mannschaft mit einem Sieg und konnte auch das zweite Spiel gewinnen. Nach zwei Remis verloren sie die Spitzenposition an die punktgleichen US-Amerikaner, die mehr Tore geschossen hatten. Nach ihrem höchsten Sieg im fünften Spiel eroberten sie die Tabellenführung zurück, da die USA in Panama verloren. Den ersten Platz hielten sie bis zum 8. Spieltag als sie gegen die drittplatzierten Kanadier verloren und mit den Kanadiern den Platz tauschten, den die Kanadier bis zum Ende behielten Die Mexikaner konnten sich am letzten Spieltag nur noch auf Platz 2 verbessern – zwar punktgleich mit den Kanadiern, aber der deutlich schlechteren Tordifferenz.
In den 14 Qualifikationsspielen wurden insgesamt 33 Spieler eingesetzt, von denen 14 auch im Kader für den CONCACAF Gold Cup 2021 standen. Nur Torhüter Guillermo Ochoa, der beim Gold Cup nicht, aber bei den wegen der COVID-19-Pandemie um ein Jahr verschobenen Olympischen Spielen 2020 dabei war, wurde in allen Qualifikationsspielen eingesetzt. Nur im ersten Spiel fehlte Jesús Corona. Auf 12 Einsätze kam Carlos Rodríguez. Elfmal kam Jesús Gallardo zum Einsatz. 18 Spieler kamen in mindestens der Hälfte der Spiele zum Einsatz, sechs Spieler nur einmal. Kein Spieler kam in den Qualifikationsspielen zu seinem Debüt. Die Kapitänsrolle teilten sich Guillermo Ocho (10×) und Andrés Guardado (4×), dem im viertletzten Spiel, seinem 175. Länderspiel sein 100. Sieg in einem Länderspiel gelang.
Einen herausragenden Torschützen hatten die Mexikaner nicht. Rekordtorschütze Chicharito, drittbester Torschütze der Major League Soccer 2021, wurde seit September 2019 nicht mehr berücksichtigt. Nur beim Spiel gegen das letztendliche Schlusslicht Honduras gelangen ihnen drei Tore. So viele insgesamt erzielte Raúl Jiménez als bester mexikanischer Torschütze der Qualifikation. 13 Spieler erzielten mindestens ein Tor. Nur Jorge Sánchez gelang in der Qualifikation sein erstes Länderspieltor.

### Dritte Runde

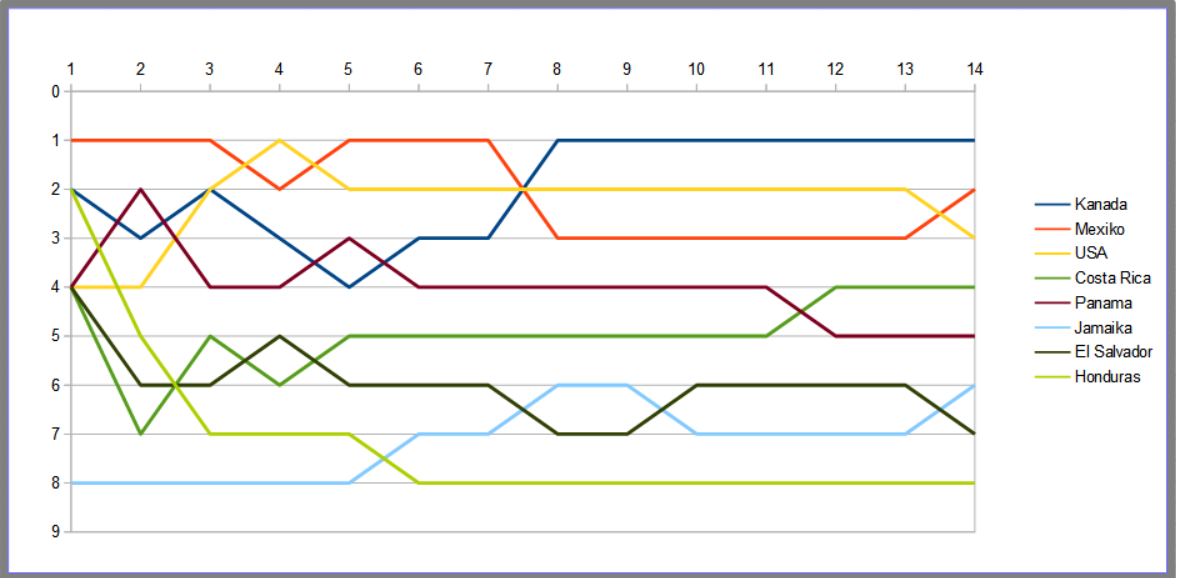
Tabellenpositionen an den 14 Spieltagen

| Datum      | Spielort       | Gastgeber          |   | Gast               | Ergebnis  | Torschützen für Mexiko                                |
| ---------- | -------------- | ------------------ | - | ------------------ | --------- | ----------------------------------------------------- |
| 02.09.2021 | Mexiko-Stadt   | Mexiko             | – | Jamaika            | 2:1 (0:0) | Henry Martín, Alexis Vega                             |
| 05.09.2021 | San José       | Costa Rica         | – | Mexiko             | 0:1 (0:1) | Orbelín Pineda                                        |
| 08.09.2021 | Panama-Stadt   | Panama             | – | Mexiko             | 1:1 (1:0) | Jesús Corona                                          |
| 07.10.2021 | Mexiko-Stadt   | Mexiko             | – | Kanada             | 1:1 (1:1) | Jorge Sánchez 1                                       |
| 10.10.2021 | Mexiko-Stadt   | Mexiko             | – | Honduras           | 3:0 (1:0) | Sebastián Córdova, Hirving Lozano, Rogelio Funes Mori |
| 13.10.2021 | San Salvador   | El Salvador        | – | Mexiko             | 0:2 (0:1) | Raúl Jiménez, Héctor Moreno                           |
| 12.11.2021 | Cincinnati     | Vereinigte Staaten | – | Mexiko             | 2:0 (0:0) |                                                       |
| 16.11.2021 | Edmonton       | Kanada             | – | Mexiko             | 2:1 (1:0) | Héctor Herrera                                        |
| 27.01.2022 | Kingston       | Jamaika            | – | Mexiko             | 1:2 (0:0) | Henry Martín, Alexis Vega                             |
| 30.01.2022 | Mexiko-Stadt   | Mexiko             | – | Costa Rica         | 0:0       |                                                       |
| 02.02.2022 | Mexiko-Stadt   | Mexiko             | – | Panama             | 1:0 (0:0) | Raúl Jiménez                                          |
| 24.03.2022 | Mexiko-Stadt   | Mexiko             | – | Vereinigte Staaten | 0:0       |                                                       |
| 27.03.2022 | San Pedro Sula | Honduras           | – | Mexiko             | 0:1 (0:0) | Edson Álvarez                                         |
| 30.03.2022 | Mexiko-Stadt   | Mexiko             | – | El Salvador        | 2:0 (2:0) | Uriel Antuna, Raúl Jiménez                            |

#### Abschlusstabelle der 3. Qualifikationsrunde
| Pl. | Mannschaft         | Sp. | S | U | N  | Tore    | Diff. | Punkte |
| --- | ------------------ | --- | - | - | -- | ------- | ----- | ------ |
| 1.  | Kanada             | 14  | 8 | 4 | 2  | 023:700 | +16   | 28     |
| 2.  | Mexiko             | 14  | 8 | 4 | 2  | 017:800 | +9    | 28     |
| 3.  | Vereinigte Staaten | 14  | 7 | 4 | 3  | 021:100 | +11   | 25     |
| 4.  | Costa Rica         | 14  | 7 | 4 | 3  | 013:800 | +5    | 25     |
| 5.  | Panama             | 14  | 6 | 3 | 5  | 017:190 | −2    | 21     |
| 6.  | Jamaika            | 14  | 2 | 5 | 7  | 012:220 | −10   | 11     |
| 7.  | El Salvador        | 14  | 2 | 4 | 8  | 008:180 | −10   | 10     |
| 8.  | Honduras           | 14  | 0 | 4 | 10 | 007:260 | −19   | 04     |

Anmerkung. Die viertplatzierte Mannschaft von Costa Rica gewann im Juni 2022 gegen Neuseeland im interkontinentalen Play-off und holte sich das letzte WM-Ticket.

## Vorbereitung
Die Vorbereitung bestand diesmal auch aus Pflichtspielen in der CONCACAF Nations League 2022/23.

### Spiele
| Datum              | Ergebnis 1 | Gegner 2  | Austragungsort    | Anlass                          | Torschützen für Mexiko                                                                   |
| ------------------ | ---------- | --------- | ----------------- | ------------------------------- | ---------------------------------------------------------------------------------------- |
| 27. April 2022     | 0:0        | Guatemala | Orlando (USA)     | Freundschaftsspiel 3            |                                                                                          |
| 28. Mai 2022       | 2:1        | Nigeria   | Dallas (USA)      | Freundschaftsspiel              | Santiago Giménez + 1 Eigentor                                                            |
| 2. Juni 2022       | 0:3        | Uruguay   | Glendale (USA)    | Freundschaftsspiel              |                                                                                          |
| 5. Juni 2022       | 0:0        | Ecuador   | Chicago (USA)     | Freundschaftsspiel              |                                                                                          |
| 11. Juni 2022      | 3:0        | Suriname  | Torreón           | CONCACAF Nations League 2022/23 | Israel Reyes, Henry Martín (Elfm.), Érick Sánchez                                        |
| 14. Juni 2022      | 1:1        | Jamaika   | Kingston (JAM)    | CONCACAF Nations League 2022/23 | Luis Romo 4                                                                              |
| 1. September 2022  | 0:1        | Paraguay  | Atlanta (USA)     | Freundschaftsspiel              |                                                                                          |
| 25. September 2022 | 1:0        | Peru      | Pasadena (USA)    | Freundschaftsspiel              | Hirving Lozano (85.)                                                                     |
| 28. September 2022 | 2:3        | Kolumbien | Santa Clara (USA) | Freundschaftsspiel              | Alexis Vega (6.), Gerardo Arteaga (29. 4)                                                |
| 9. November 2022   | 4:0        | Irak      | Girona (ESP)      | Freundschaftsspiel              | Alexis Vega (4.), Rogelio Funes Mori (48.), Jesús Gallardo (67. 4), Uriel Antuna (90.+2) |
| 16. November 2022  | 1:2        | Schweden  | Girona (ESP)      | Freundschaftsspiel              | Alexis Vega (60.)                                                                        |

Anmerkungen:

## Kader
Den Kader gab Trainer Gerardo Martino am 14. November 2022 bekannt.
Nur vier andere Nationalspieler, darunter die Mexikaner Antonio Carbajal und Rafael Márquez, haben zuvor fünfmal an einer Weltmeisterschaft teilgenommen. Für Guillermo Ochoa und Andrés Guardado wird es ebenfalls die jeweils fünfte Teilnahme an einer Endrunde.
| Nr. 1 | Spieler            | Verein vor WM-Beginn    | Länderspiel- einsätze 2 | Länderspiel- tore 2 | Geburtsdatum  | Debüt    | Letzter Einsatz | Spiele   | Tore     | Gelbe Karte | Gelb-Rote Karte | Rote Karte | WM-Teilnahmen          | WM-Spiele (vor 2022) | WM-Tore (vor 2022) |
| Torhüter | Torhüter           | Torhüter                | Torhüter                | Torhüter            | Torhüter      | Torhüter | Torhüter        | Torhüter | Torhüter | Torhüter    | Torhüter        | Torhüter   | Torhüter               | Torhüter             | Torhüter           |
| --- | ------------------ | ----------------------- | ----------------------- | ------------------- | ------------- | -------- | --------------- | -------- | -------- | ----------- | --------------- | ---------- | ---------------------- | -------------------- | ------------------ |
| 12 | Rodolfo Cota       | Club León               | 008                     | 0                   | 3. Aug. 1987  | 2018     | 15. Juni 2022   |          |          |             |                 |            |                        |                      |                    |
| 13 | Guillermo Ochoa    | Club América            | 132                     | 0                   | 13. Juli 1985 | 2005     | 16. Nov. 2022   | 3        |          |             |                 |            | 2006, 2010, 2014, 2018 | 8                    | 0                  |
| 01 | Alfredo Talavera   | FC Juárez               | 040                     | 0                   | 18. Sep. 1982 | 2011     | 9. Nov. 2022    |          |          |             |                 |            | 2014, 2018             | 0                    | 0                  |
| Abwehr |                    |                         |                         |                     |               |          |                 |          |          |             |                 |            |                        |                      |                    |
| 26 | Kevin Álvarez      | CF Pachuca              | 008                     | 0                   | 15. Jan. 1999 | 2021     | 9. Nov. 2022    | 2        |          |             |                 |            |                        |                      |                    |
| 02 | Néstor Araujo      | Club América            | 063                     | 03                  | 29. Aug. 1991 | 2011     | 16. Nov. 2022   | 1        |          | 1           |                 |            |                        |                      |                    |
| 06 | Gerardo Arteaga    | KRC Genk                | 017                     | 01                  | 7. Sep. 1998  | 2018     | 28. Sep. 2022   |          |          |             |                 |            |                        |                      |                    |
| 23 | Jesús Gallardo     | CF Monterrey            | 079                     | 01                  | 15. Aug. 1994 | 2016     | 16. Nov. 2022   | 3        |          |             |                 |            | 2018                   | 4                    | 0                  |
| 03 | César Montes       | CF Monterrey            | 031                     | 01                  | 24. Feb. 1997 | 2017     | 16. Nov. 2022   | 3        |          |             |                 |            |                        |                      |                    |
| 15 | Héctor Moreno      | CF Monterrey            | 128                     | 05                  | 17. Jan. 1988 | 2007     | 16. Nov. 2022   | 3        |          | 1           |                 |            | 2010, 2014, 2018       | 9                    | 0                  |
| 19 | Jorge Sánchez      | Ajax Amsterdam          | 026                     | 01                  | 10. Dez. 1997 | 2019     | 16. Nov. 2022   | 2        |          | 1           |                 |            |                        |                      |                    |
| 05 | Johan Vásquez      | US Cremonese            | 007                     | 0                   | 22. Okt. 1998 | 2019     | 16. Nov. 2022   |          |          |             |                 |            |                        |                      |                    |
| Mittelfeld |                    |                         |                         |                     |               |          |                 |          |          |             |                 |            |                        |                      |                    |
| 25 | Roberto Alvarado   | Deportivo Guadalajara   | 032                     | 04                  | 7. Sep. 1998  | 2018     | 9. Nov. 2022    | 1        |          | 1           |                 |            |                        |                      |                    |
| 04 | Edson Álvarez      | Ajax Amsterdam          | 059                     | 03                  | 24. Okt. 1997 | 2017     | 25. Sep. 2022   | 2        |          | 1           |                 |            | 2018                   | 4                    | 0                  |
| 21 | Uriel Antuna       | CD Cruz Azul            | 037                     | 10                  | 21. Aug. 1997 | 2019     | 16. Nov. 2022   | 3        |          |             |                 |            |                        |                      |                    |
| 24 | Luis Chávez        | CF Pachuca              | 009                     | 0                   | 15. Jan. 1996 | 2022     | 16. Nov. 2022   | 3        | 1        |             |                 |            |                        |                      |                    |
| 18 | Andrés Guardado    | Betis Sevilla           | 180                     | 28                  | 28. Sep. 1986 | 2005     | 16. Nov. 2022   | 1        |          |             |                 |            | 2006, 2010, 2014, 2018 | 120                  | 1                  |
| 14 | Érick Gutiérrez    | PSV Eindhoven           | 034                     | 01                  | 15. Juni 1995 | 2016     | 28. Sep. 2022   | 1        |          | 1           |                 |            |                        |                      |                    |
| 16 | Héctor Herrera     | Houston Dynamo          | 102                     | 10                  | 19. Apr. 1990 | 2012     | 16. Nov. 2022   | 2        |          | 1           |                 |            | 2014, 2018             | 8                    | 0                  |
| 17 | Orbelín Pineda     | AEK Athen               | 050                     | 06                  | 24. März 1996 | 2016     | 28. Sep. 2022   | 1        |          |             |                 |            |                        |                      |                    |
| 08 | Carlos Rodríguez   | CD Cruz Azul            | 038                     | 0                   | 3. Jan. 1997  | 2019     | 16. Nov. 2022   | 2        |          |             |                 |            |                        |                      |                    |
| 07 | Luis Romo          | CF Monterrey            | 027                     | 01                  | 5. Juni 1995  | 2019     | 16. Nov. 2022   |          |          |             |                 |            |                        |                      |                    |
| Sturm |                    |                         |                         |                     |               |          |                 |          |          |             |                 |            |                        |                      |                    |
| 11 | Rogelio Funes Mori | CF Monterrey            | 016 3                   | 06                  | 5. März 1991  | 2021     | 9. Nov. 2022    | 1        |          |             |                 |            |                        |                      |                    |
| 09 | Raúl Jiménez       | Wolverhampton Wanderers | 097                     | 29                  | 5. Mai 1991   | 2013     | 16. Nov. 2022   | 3        |          |             |                 |            | 2014, 2018             | 3                    | 0                  |
| 22 | Hirving Lozano     | SSC Neapel              | 060                     | 17                  | 30. Juli 1995 | 2017     | 16. Nov. 2022   | 3        |          |             |                 |            | 2018                   | 4                    | 1                  |
| 20 | Henry Martín       | Club América            | 027                     | 06                  | 18. Nov. 1992 | 2015     | 16. Nov. 2022   | 2        | 1        |             |                 |            |                        |                      |                    |
| 10 | Alexis Vega        | Deportivo Guadalajara   | 023                     | 06                  | 25. Nov. 1997 | 2019     | 16. Nov. 2022   | 3        |          |             |                 |            |                        |                      |                    |
| Trainerstab |                    |                         |                         |                     |               |          |                 |          |          |             |                 |            |                        |                      |                    |
| | Gerardo Martino    | Trainer                 | 01 4                    | 0 4                 | 20. Nov. 1962 | 2019     |                 |          |          |             |                 |            |                        |                      |                    |
| | Sergio Giovagnoli  | Trainerassistent        |                         |                     | 23. Feb. 1962 |          |                 |          |          |             |                 |            |                        |                      |                    |
| | Jorge Theiler      | Trainerassistent        |                         |                     | 12. Mai 1964  |          |                 |          |          | 1           |                 |            |                        |                      |                    |
| | Damián Silvero     | Trainerassistent        |                         |                     | 5. Mai 1983   |          |                 |          |          |             |                 |            |                        |                      |                    |
| | Gustavo Piñero     | Torwarttrainer          |                         |                     | 1. Jan. 1963  |          |                 |          |          |             |                 |            |                        |                      |                    |
| 1 Nummern gemäß Kaderliste der FIFA 2 Angegeben sind nur die Spiele und Tore, die vor Beginn der Weltmeisterschaft absolviert bzw. erzielt wurden (Stand: 16. November 2022, nach dem letzten Spiel vor der Endrunde). 3 Zudem 1 Spiel für Argentinien am 20. September 2012 4 Als Spieler für Argentinien |                    |                         |                         |                     |               |          |                 |          |          |             |                 |            |                        |                      |                    |

## Endrunde

### Gruppenauslosung
Für die Auslosung der Qualifikationsgruppen am 1. April waren die Mexikaner aufgrund FIFA-Weltranglistenposition 9 Topf 2 zugeordnet, auch bedingt dadurch, dass sich Portugal (Position 8) über die Play-offs noch qualifizieren konnte und als achte Mannschaft in Topf 1 kam. Daher konnte Mexiko in eine Gruppe mit Titelverteidiger Frankreich, Rekordweltmeister Brasilien oder Gastgeber Katar, aber nicht Deutschland gelost werden, da beide in Topf 2 waren. Die Mexikaner konnten auch nicht den beiden noch qualifizierten CONCACAF-Mannschaften Kanada und USA zugelost werden. Mexiko trifft in Gruppe C auf Südamerikameister Argentinien, Polen und Saudi-Arabien.
Auf die Argentinier traf Mexiko bereits bei der ersten WM 1930 in der Vorrunde sowie im Achtelfinale 2006 und 2010, wobei die Mexikaner immer verloren. Zudem gab es mehrere Begegnungen bei der Copa América und im Halbfinale beim Konföderationen-Pokal 2005 – zumeist mit einem Sieg der Argentinier. Die einzigen Siege für Mexiko gab es in der Vorrunde der Copa América 2004 sowie in drei Freundschaftsspielen. Von bisher insgesamt 31 Spielen gewannen die Mexikaner nur vier Spiele 15-mal gingen sie als Verlierer vom Platz, 12-mal wurden die Punkte geteilt bzw. die Entscheidung im Elfmeterschießen gesucht. Gegen Polen spielten die Mexikaner bei der WM 1978, aber in der Vorrunde und eine äußerst schwache mexikanische Mannschaft verlor mit 1:3 und wurde nach insgesamt drei Niederlagen Gruppenletzter. Da es in Freundschaftsspielen noch je drei Siege und Remis sowie zwei Niederlagen gab, ist die Gesamtbilanz ausgeglichen. Gegen Saudi-Arabien gewannen sie beim König-Fahd-Pokal-Gruppenspiel 1995 mit 2:0, beim FIFA-Konföderationen-Pokal 1997 mit 5:0 und beim FIFA-Konföderationen-Pokal 1999 mit 5:1. Zudem gab es noch einen Sieg und ein torloses Remis in Freundschaftsspielen.

### Spiele der Gruppenphase / Gruppe C
| Pl. | Land          | Sp. | S | U | N | Tore    | Diff. | Punkte |
| --- | ------------- | --- | - | - | - | ------- | ----- | ------ |
| 1.  | Argentinien   | 3   | 2 | 0 | 1 | 005:200 | +3    | 06     |
| 2.  | Polen         | 3   | 1 | 1 | 1 | 002:200 | ±0    | 04     |
| 3.  | Mexiko        | 3   | 1 | 1 | 1 | 002:300 | −1    | 04     |
| 4.  | Saudi-Arabien | 3   | 1 | 0 | 2 | 003:500 | −2    | 03     |

| Di., 22. November 2022 um 19:00 Uhr (17:00 Uhr MEZ) in Doha (Stadium 974)             |   |        |           |                                       |
| Mexiko                                                                                | – | Polen  | 0:0       |                                       |
| Sa., 26. November 2022 um 22:00 Uhr (20:00 Uhr MEZ) in Lusail (Lusail Iconic Stadium) |   |        |           |                                       |
| Argentinien                                                                           | – | Mexiko | 2:0 (0:0) |                                       |
| Mi., 30. November 2022 um 22:00 Uhr (20:00 Uhr MEZ) in Lusail (Lusail Iconic Stadium) |   |        |           |                                       |
| Saudi-Arabien                                                                         | – | Mexiko | 1:2 (0:0) | Henry Martín (47.), Luis Chávez (52.) |

#### 1. Gruppenspiel
- Di., 22. November 2022, 19:00 Uhr (17:00 Uhr MESZ) in Doha (Stadium 974)
 Mexiko –  Polen 0:0

##### Vorgeschichte
Vor der Begegnung gab es insgesamt 8 Länderspiele zwischen den beiden Mannschaften mit jeweils 3 Siegen und 2 Unentschieden. Während Polen alle 3 Begegnungen in den 1970er-Jahren für sich entschieden hatte, blieb Mexiko seitdem unbesiegt.
Der letzte (und zugleich höchste) Sieg der polnischen Mannschaft gegen Mexiko datiert vom 10. Juni 1978, als beide Teams zum bisher einzigen Mal bei einer Fußball-Weltmeisterschaft aufeinander getroffen waren. Im Gegensatz zur WM 2022, als die beiden Mannschaften ihr erstes WM-Spiel bestritten, war es bei der WM 1978 das letzte Gruppenspiel und Mexiko hatte bereits vor der Begegnung keine Aussicht mehr auf ein Weiterkommen. Knapp sieben Jahre später „rächte“ Mexiko sich für diese Niederlage mit einem 5:0, ihrem bisher höchsten Sieg gegen Polen.

##### Spielbericht
Die erste Chance für Mexiko gab es in der 5. Minute, als Jakub Kiwior einen Ball nicht unter Kontrolle brachte, den Hirving Lozano eroberte und zu Alexis Vega flankte, der in für ihn ungünstiger Position nicht verwandeln konnte. Zwei Minuten später hatte Robert Lewandowski per Kopfball die erste Gelegenheit für die polnische Mannschaft. Die beste Chance für Mexiko in der ersten Halbzeit hatte Alexis Vega bei einem Kopfball in der 26. Minute, der knapp das Tor verfehlte. Zwei Minuten später konnte Jesús Gallardo einen vom polnischen Keeper Wojciech Szczęsny abgewehrten Ball in aussichtsreicher Position nicht unter Kontrolle bringen.
Die erste Großchance der zweiten Halbzeit hatte Polen, als Lewandowski sich in einem unübersichtlichen Zweikampf mit Héctor Moreno auf das mexikanische Tor zubewegte und im letzten Moment von Mexikos Torwart Guillermo Ochoa gebremst werden konnte. Die Szene wurde anschließend vom Video-Assistenten dem Schiedsrichter zur Überprüfung empfohlen. Nach nochmaliger Ansicht der Szene entschied der australische Unparteiische Chris Beath auf Strafstoß für Polen. Eine umstrittene Szene, die auch vom Kicker als „diskutable Entscheidung“ klassifiziert wurde.
Der in der 58. Minute zur Ausführung gelangende und vom gefoulten Lewandowski getretene Strafstoß wurde von Ochoa pariert, der damit zum „Held des Abends“ wurde und der erste mexikanische Torhüter war, der seit der Fußball-Weltmeisterschaft 1966 einen Elfmeter während der regulären Spielzeit einer WM-Begegnung abwehren konnte.
In der 64. Minute überstand Polen die vielleicht gefährlichste Torszene der Mexikaner in der zweiten Halbzeit, als Edson Álvarez einen Fernschuss abfeuerte, den Henry Martín noch mit dem Kopf abfälschte, aber vom polnischen Keeper Szczęsny entschärft werden konnte. So blieb es letztendlich bei einer torlosen Begegnung.

#### 2. Gruppenspiel
- Sa., 26. November 2022, 22:00 Uhr (20:00 Uhr MESZ) in Lusail (Lusail Iconic Stadium)
 Argentinien –  Mexiko 2:0 (0:0)

##### Vorgeschichte
Mit Ausnahme des Zeitraums vom 22. August 1967 (als Mexiko mit 2:1 seinen ersten Länderspielsieg gegen Argentinien verbuchte) und dem 20. Juni 1993 (diese Begegnung endete 1:1), als Mexiko in 10 aufeinanderfolgenden Spielen gegen Argentinien ungeschlagen blieb (3 Siege und 7 Remis), ist Argentinien einer der großen Angstgegner Mexikos, Von insgesamt 31 Begegnungen, die vor dem WM-Spiel in Katar ausgetragen wurden, konnte „El Tri“ nur 4 für sich entscheiden, verlor aber 15 Mal. Die zuvor letzte Auseinandersetzung am 10. September 2019 endete mit 0:4 und bedeutete zugleich die bisher höchste Niederlage der Mexikaner im direkten Vergleich. Zudem wurden alle bisherigen WM-Begegnungen gegen die „Gauchos“ verloren: die Vorrundenbegegnung bei der allerersten Fußball-Weltmeisterschaft 1930 mit 3:6 sowie die beiden Achtelfinalbegnungen bei den Fußball-Weltmeisterschaften 2006 mit 1:2 in der Verlängerung und 2010 mit 1:3 in der regulären Spielzeit.

##### Spielbericht
Beide Mannschaften kämpften mit viel Leidenschaft, ohne dass ihnen in der Offensive allzu viel gelang. So dauerte es bis zur 45. Minute, ehe Alexis Vega die beste Chance der gesamten ersten Halbzeit gelang, als er einen Freistoß gefährlich auf das gegnerische Tor brachte, den der argentinische Torhüter Emiliano Martínez aber mühelos festhielt.
In der zweiten Halbzeit verstärkten die Argentinier den Druck, kamen aber weiterhin zu keinen Chancen gegen die gut gestaffelte mexikanische Hintermannschaft. So war es wieder einmal dem genialen Lionel Messi vorbehalten, seine Mannschaft zu erlösen. In der 64. Minute zog er einen Schuss aus etwa 23 Metern ab, der unerreichbar für Ochoa im aus seiner Sicht linken unteren Toreck einschlug. Danach verstärkten die Mexikaner ihre Offensivbemühungen, ohne zu klaren Torgelegenheiten zu kommen. In der 87. Minute sorgte Enzo Fernández für das 2:0 und die endgültige Entscheidung zu Gunsten der Albiceleste. Für die Mexikaner war das zweite Gegentor gleichzeitig das 100. Gegentor in ihrer WM-Geschichte.

#### 3. Gruppenspiel
- Mi., 30. November 2022, 22:00 Uhr (20:00 Uhr MESZ) in Lusail (Lusail Iconic Stadium)
 Saudi-Arabien –  Mexiko 1:2 (0:0)

##### Vorgeschichte
Bisher war es zu insgesamt 5 Begegnungen zwischen beiden Mannschaften gekommen, die alle in den zweiten Hälfte der 1990er-Jahre (zwischen dem 6. Januar 1995 und dem 25. Juli 1999) ausgetragen wurden. Vier dieser Spiele konnte Mexiko gewinnen, eins endete torlos. Während die ersten beiden Siege aus dem Jahr 1995 knapp mit 2:0 bzw. 2:1 endeten, konnten die beiden Siege im FIFA-Konföderationen-Pokal der Jahre 1997 (5:0) und 1999 (5:1) in Anbetracht des hohen Sieges, den Mexiko aller Wahrscheinlichkeit nach zum Weiterkommen benötigte, hoffnungsvoll stimmen.

##### Spielbericht
Man merkte von Beginn an, dass Mexiko – je nach Ausgang des Parallelspiels – wahrscheinlich einen Sieg mit mehr als nur einem Tor benötigte. Entsprechend stürmisch begannen die Mexikaner die Partie und kamen bereits in der zweiten Minute zu einer Riesenchance, als Héctor Moreno einen Pass auf Alexis Vega spielte, der an der Strafraumgrenze frei vor dem heraus eilenden saudischen Torhüter Mohammed al-Owais auftauchte, der den Schuss jedoch durch gutes Stellungsspiel abwehren konnte.
Besser lief es für „El Tri“ in der zweiten Minute der zweiten Halbzeit, als Luis Chávez einen Eckstoß in den saudischen Strafraum schlug, den César Montes mit der Hacke auf Henry Martín verlängerte, der aus kürzester Distanz verwandeln konnte. Fünf Minuten später verwandelte Chávez einen Freistoß aus 30 Metern Entfernung, der zum 2:0 für Mexiko im rechten Torwinkel einschlug.
Weil es bald auch im Parallelspiel 2:0 für Argentinien gegen Polen stand, war die Schlussphase beider Spiele an Dramatik kaum zu überbieten. Denn zu diesem Zeitpunkt standen Mexiko und Polen jeweils mit 2:2 Toren und 4 Punkten gleichauf in der Tabelle und Polen lag nur durch die Fair-Play-Wertung vorn, weil Mexiko im bisherigen Verlauf des Turniers mehr Gelbe Karten erhalten hatte. Entsprechend setzten die Mexikaner in der Schlussphase zu einem wahren Sturmlauf an und kamen zu einer Reihe von Tormöglichkeiten. In der 87. Minute konnte Uriel Antuna den Ball zwar im Tor unterbringen, doch wurde dem Treffer aufgrund einer Abseitsstellung die Anerkennung verwehrt. 
Die endgültige Entscheidung gegen Mexiko fiel in der fünften Minute der siebenminütigen Nachspielzeit, als Salem al-Dawsari nach einem Doppelpass mit Hattan Bahebri frei vor dem mexikanischen Torhüter Ochoa auftauchte und eiskalt verwandelte. Es war das erste Mal seit 1978, dass Mexiko wieder in der Vorrunde einer Weltmeisterschaft ausschied.